# Етична рада
Етична рада — це незалежний орган в Україні, утворений у 2021 році, який перевіряє усіх кандидатів до Вищої ради правосуддя (ВРП) на відповідність критеріям професійної етики та доброчесності. До першого складу Ради входять 6 осіб, троє з яких були запропоновані міжнародними та іноземними організаціями, а ще троє - судді або судді у відставці, запропоновані Радою суддів України. У разі однакової кількості голосів під час ухвалення рішень, голоси членів Етичної ради від міжнародних та іноземних організацій є вирішальними.
Етичну раду було утворено відповідно до змін до закону «Про Вищу раду правосуддя» прийнятих Верховною Радою України 14 липня 2021 року. Її перший склад було затверджено 9 листопада 2021 року після тривалого блокування з боку Ради суддів України та Вищої ради правосуддя.
Після початку роботи Етичної ради більшість членів ВРП добровільно пішли з посади, і ВРП втратила повноважність. Після двомісячної перерви у роботі викликаної повномасштабним вторгненням Росіі до України 24 лютого 2022 року, Етична рада провела співбесіди із діючими членами ВРП, а також продовжила проведення співбесід із кандидатами для доукомплектування ВРП до повноважного складу.

## Історія
11 березня 2020 року, після звернення Верховного Суду, Конституційний Суд України визнав частково неконституційною попередню судову реформу президента Володимира Зеленського, в тому числі передбачену нею діяльність Комісії з питань доброчесності та етики при ВРП. Зокрема у рішенні було зазначено, що повноваження Комісії щодо контролю за діяльністю членів Вищої ради правосуддя та суддів Верховного Суду не мають конституційної основи.
23 липня 2020 року між Україною та Європейським Союзом було підписано Меморандум про взаєморозуміння, яким Україна в обмін на макрофінансову допомогу для подолання пандемії коронавірусної інфекції зобовʼязувалася здійснити певні реформи, зокрема у сфері верховенства права та боротьби з корупцією. Зокрема необхідно було забезпечити створення Комісії з питань етики з міжнародною участю, яка мала б повноваження здійснити одноразову оцінку доброчесності та етичності членів Вищої ради правосуддя (ВРП) та кандидатів до неї.

### Прийняття змін до закону про Вищу раду правосуддя
15 лютого 2021 року Президент України Володимир Зеленський вніс до Верховної Ради як невідкладний законопроєкт № 5068, метою якого було створення «Етичної ради» – органу, який мав діяти шість років і перевірятиме кандидатів перед обранням чи призначенням членами ВРП, а також мав провести перевірку/відсів чинних членів ВРП. Венеційська комісія привітала основні положення цього проєкту і також запропонувала надати вирішальний голос у Раді міжнародним експертам.
15 червня 2021 року посли Групи семи (G7) та Євросоюзу надіслали спільного листа президенту Зеленському, у якому також заохочували врахувати попередні рекомендації Венеційської комісії:
|  | Тимчасова роль незалежних (іноземних. – ЄП) експертів у Етичній раді та Відбірковій комісії (органах, які очищуватимуть ВРП та ВККС) допомогла б судовій системі України докорінно оновитися, можливо, вперше з часу здобуття Україною незалежності |

14 липня 2021 року Верховна Рада України затвердила законопроєкт, таким чином внесши відповідні зміни до закону «Про Вищу раду правосуддя», якими було передбачено утворення незалежного органу — Етичної ради, яка б оцінювала на доброчесність усіх кандидатів до Вищої ради правосуддя (ВРП), а також мала провести одноразове оцінювання усіх діючих членів ВРП на відповідність їх критеріям професійної етики та доброчесності. Європейський союз та Сполучені Штати привітали ухвалення закону.
3 серпня 2021 року президент Зеленський підписав закон, і він набув чинності 5 серпня.
На відміну від попередньої Комісії з питань доброчесності та етики, створення якої було скасовано Конституційним Судом, Етична рада вже не мала права звільняти недоброчесного члена ВРП, а лише могла тимчасово відсторонити його від посади й рекомендувати його/її звільнення тому органу, який обирав чи призначав таку особу.

#### Звернення до Конституційного Суду з конституційним поданням
12 серпня 2021 року ВРП звернулася до Верховного Суду з проханням звернутися до Конституційного Суду України стосовно перевірки положень закону, що регулюють діяльність Ради.
8 жовтня 2021 року Верховний Суд на засіданні пленуму ухвалив рішення надіслати відповідне подання до Конституційного Суду. За звернення до КСУ проголосували 129 суддів Верховного Суду, проти 15.

### Обрання першого складу Етичної ради
До першого складу Етичної ради мали увійти 6 членів, троє з яких мали бути рекомендовані Радою суддів України, і ще троє мали бути рекомендовані міжнародними та іноземними організаціями, які протягом попередніх п’яти років надавали Україні міжнародну технічну допомогу у сфері судової реформи та/або запобігання і протидії корупції.
10 вересня 2021 року міжнародні партнери подали до Вищої ради правосуддя списки міжнародних експертів для обрання з-поміж них членів Етичної ради.
13 вересня 2021 року стало відомо, що Рада суддів не підтримала жодного з кандидатів за своєю квотою на посади членів Етичної ради, таким чином заблокувавши реформу. Після цього президент Зеленський заявив, що не допустить блокування «головної реформи країни», і що «кожна незаконна дія, спрямована на блокування судової реформи, отримає негайну оцінку і відсіч».
16 вересня 2021 року в Офісі президента було проведено зустріч присвячену імплементації законів щодо відновлення роботи Вищої кваліфікаційної комісії суддів України та щодо порядку обрання на посади членів Вищої ради правосуддя (ВРП). У зустрічі брали участь очільники органів суддівського урядування, зокрема голова Ради суддів, Верховного Суду, представники парламенту, а також посли країн Групи семи. Учасники зустрічі підготували спільну заяву, в якій, зокрема, висловлюється занепокоєння тим, що Рада суддів протягом 30 днів не спромоглася делегувати кандидатів до складу Етичної ради.
23 жовтня 2021 року Рада суддів делегувала 4 кандидатів в Перший склад Етичної ради за своєю квотою та направила список до Вищої ради правосуддя, таким чином розблокувавши судову реформу. 2 листопада список надійшов до ВРП.
Уввечері 8 листопада 2021 року стало відомо, що Вища рада правосуддя відмовилась призначати членів Етичної ради, тому 9 листопада перший склад органу відповідно до закону було сформовано автоматично. Президент Зеленський і міжнародні партнери України привітали створення Етичної ради.
До першого складу Ради увійшли шестеро експертів — по три перші кандидати із списків наданих Радою суддів та міжнародними організаціями відповідно:
- від Ради суддів:
  - Лев Кишакевич — суддя Касаційного кримінального суду у складі Верховного Суду ,
  - Юрій Трясун — суддя Київського апеляційного суду,
  - Володимир Сіверін — суддя Східного апеляційного господарського суду у відставці;

- від міжнародних організацій:
  - сер Ентоні Хупер — суддя Апеляційного суду Англії та Уельсу у відставці,
  - Роберт Корді — суддя Верховного Суду штату Массачусетс у відставці,
  - Лавлі Перлінг — колишня Генеральний прокурор Естонської Республіки.[4][33]

### Початок роботи
19 листопада 2021 року відбулася перша робоча зустріч членів Етичної ради.
1 грудня 2021 року Етична рада провела перше офіційне засідання, на якому було затверджено два перших розділи Регламенту її роботи та обрано керівництво. Головою Ради був обраний Лев Кишакевич, а Заступником Голови — сер Ентоні Хупер. Текст регламенту був затверджений так, щоб був паритет українських суддів і міжнародних експертів.
4 грудня посли Великої сімки (G7) привітали офіційний початок роботи Етичної ради.
9 грудня 2021 року Етична рада затвердила третій розділ Регламенту та Методологію оцінювання кадидатів та діючих членів ВРП, після чого почала опрацювання документів 38-ми кандидатів для початку першого етапу оцінювання – допуску до співбесід..
21 грудня 2021 року Етична рада вирішила допустити 35 кандидатів до співбесіди, відмовила одному кандидату у допуску, а також відклала рішення щодо ще одного кандидата. 12 січня 2022 року було ЕР відмовила у допуску до співбесіди кандидату, ухвалення рішення щодо якого було відкладено раніше. Решта 34-ом кандидатам були призначені дати співбесід.

### Очищення ВРП
20 січня 2022 року два чинні члени ВРП Олексій Маловацький, що виконував обовʼязки голови ВРП, та Павло Гречківський подали у відставку. Їхня відставка була прийнята ВРП, і 26 січня став останнім днем їх повноважень. Обидва раніше були фігурантами гучних скандалів і могли бути першочерговими кандитатами на звільнення з ВРП за рішенням Етичної ради.
У січні 2022 року аналітики Фундації DEJURE, Центру протидії корупції та Автомайдану проаналізували майно, спосіб життя, професійний шлях та можливі політичні зв'язки 29 із 34 кандидатів, що раніше були допущені до співбесіди. До доброчесності 23 із них у організацій виникли питання, які були опубліковані, а також направлені до Етичної ради. 26 січня 2022 року Етична рада відклала дати проведення співбесід із 34 кандидатами у зв'язку із необхідністю проведення їхньої додаткової перевірки.
8 лютого 2022 року Етична рада розпочала оцінювання діючих членів ВРП на відповідність критерію професійної етики да доброчесності, а вже 9 лютого більшість членів ВРП заявили, що готові звільнитися, оскільки не вважали для себе прийнятною участь у процедурах оцінювання, ініційованих Етичною радою.
18 лютого 2022 року в Офісі Президента на засіданні Комісії з питань правової реформи відбулося обговорення перебігу виконання закону щодо очищення ВРП Етичною радою. Представники ВРП, суддів та Верховної Ради наголосили, що швидка перевірка чинних членів ВРП може спровокувати «колапс судової системи», оскільки ВРП може стати неповноважною через звільнення її членів. Водночас Голова Етичної ради Лев Кишакевич заперечив цю тезу і зазначив, що початок оцінювання чинних членів ВРП не веде до автоматичного відсторонення від посади та зупинення їхніх повноважень: за результатами оцінювання Етична рада може ухвалити рішення про внесення мотивованої рекомендації про звільнення, яке направляється до органу, що призначив (обрав) такого члена ВРП. Пізніше експерти Фундації DEJURE також погодилися з Кишакевичем і наголосили, що ніякого колапсу судової системи в результаті перевірки і звільнення негідних членів ВРП не відбудеться.
21 лютого 2022 року Етична рада розпочала проведення співбесід із кандидатами до Вищої ради правосуддя.
У той же день Президент Росії Володимир Путін у своїй промові про визнання ЛНР та ДНР заявив, що наявність у міжнародних експертів призначених до Етичної ради, переважного права голосу у відборі членів ВРП є ознакою того, що в Україні немає незалежного суду і здійснюється «зовнішнє управління Заходом».
22 лютого 2022 року 10 із 15 діючих членів ВРП достроково склали повноваження за власним бажанням через незгоду із тим, що Етична рада може відсторонити їх від здійснення повноважень у разі проблем з доброчесністю. Таким чином, Вища рада правосуддя втратила кворум і припинила свою роботу.
24 лютого 2022 року почалося широкомасштабне вторгнення Росії до України, тому раніше заплановані співбесіди із кандидатами були відкладені.
26 квітня 2022 року Етична рада ухвалила зміни до Регламенту у зв’язку з дією режиму воєнного стану та призначила дату співбесіди з чотирма діючими членами ВРП.
4 і 6 травня 2022 року Етична рада провела співбесіди з 4 діючими членами ВРП. 7 травня Рада ухвалила остаточне рішення про відповідність їх критеріям професійної етики та доброчесності. Було вирішено, що троє членів ВРП відповідають цим критеріям, а один — не відповідає. Повноваження члена ВРП, якого було визнанено невідповідним критеріям, були призупені до прийняття рішення органом, який обрав його на цю посаду. На відміну від попередніх разів ці співбесіди проходили без онлайн-трансляції через міркування особистої безпеки кандидатів та членів їхніх родин та державної безпеки. Водночас Етична рада неодноразово наголошувала на тому, що після завершення дії воєнного стану записи цих співбесід будуть опубліковані у відкритому доступі на офіційному каналі Судової влади України в YouTube.
19 серпня 2022 року З'їзд представників юридичних вищих навчальних закладів та наукових установ не зміг подолати шляхом голосування присутніх на З’їзді делегатів негативний висновок Етичної ради щодо Віктора Грищука. 22 серпня він був офіційно відрахований зі штату ВРП.

### Продовження оцінювання кандидатів до ВРП
27 травня 2022 року Етична рада відновила проведення співбесід з кандидатами до Вищої ради правосуддя. У цей день було проведено співбесіди із 4 кандидатами. Етична рада вирішила не транслювати ці співбесіди онлайн через воєнний стан, однак представники громадських організацій висловили незгоду із цим рішенням, про що опублікували відповідну заяву. Зокрема, заяву підписали представники Автомайдану, Фундації DEJURE, Центру політико-правових реформ, Центру протидії корупції та Реанімаційного пакету реформ.
Пізніше заступник Голови Етичної ради сер Ентоні Хупер пояснив, що рішення про закриття співбесід було прийнято, щоб не підвищити ризики з боку російського агресора. Члени Етичної ради керувалися статтями 2 і 3 Конвенції про захист прав людини і основоположних свобод. Ці дві статті зобов’язують органи влади вживати заходів для захисту громадян:запобігти їхній смерті і шкоді здоров’ю, запобігти катуванню. 
23 червня 2022 р. Етична рада завершила співбесіди з кандидатами на посаду члена ВРП від З'їзду представників юридичних ВНЗ та наукових установ. 
Того ж дня Етична рада визнала такими, що відповідають критерію професійної етики та доброчесності чотирьох кандидатів на посаду члена ВРП від Верховної Ради України: Романа Маселка, Миколу Мороза, Олену Заічко та В'ячеслава Талька. 15 серпня 2022 р. на підставі висновку Етичної ради Верховна Рада обрала членами ВРП Романа Маселка та Миколу Мороза.  19 серпня 2022 р. членом ВРП від З'їзду представників юридичних вищих навчальних закладів та наукових установ обрали Дмитра Лук’янова.
1 листопада 2022 р. Етична рада ухвалила рішення про відповідність критерію професійної етики і доброчесності кандидатів на посаду члена ВРП від з'їзду суддів України. Такими, що відповідають критерію професійної етики та доброчесності визнано 16 кандидатів на посаду члена ВРП від з'їзду суддів України, а не відповідають – 20. Ще 21 кандидат припинив участь у конкурсі за власним бажанням: 17 кандидів подали відповідні заяви після проведення співбесід, а 4 кандидати – до таких співбесід. 
21 серпня 2023 року Етична рада ухвалила рішення оприлюднити записи всіх минулих співбесід з кандидатами на посаду члена ВРП та членами ВРП.

## Склад
Відповідно до закону до Етичної ради входять 6 членів, троє з яких пропонуються Радою суддів України із числа суддів, або суддів у відставці, а інші троє пропонуються по одному Радою прокурорів України, Радою адвокатів України та Національною академією правових наук України відповідно.
Водночас до першого складу Етичної ради відповідно до закону троє кандидатів були запропоновані Радою суддів України, а інші троє — міжнародними та іноземними організаціями, які протягом попередніх п’яти років надавали Україні міжнародну технічну допомогу у сфері судової реформи та/або запобігання і протидії корупції.
Строк повноважень члена Етичної ради становить шість років без права бути призначеним повторно.
Етична рада вважається повноважною у разі затвердження у її складі не менше чотирьох членів.

### Поточний (перший) склад
До першого складу Етичної ради, призначеного 9 листопада 2021 року, входять:
- від Ради суддів України:
  - Лев Кишакевич — Голова Етичної ради, колишній суддя Верховного Суду у Касаційному кримінальному суді,
  - Юрій Трясун — колишній суддя Київського апеляційного суду,
  - Володимир Сіверін — суддя Східного апеляційного господарського суду у відставці;
- від міжнародних організацій:
  - сер Ентоні Хупер — Заступник Голови Етичної ради, суддя Апеляційного суду Англії та Уельсу у відставці,
  - Роберт Корді — суддя Верховного Суду штату Массачусетс у відставці,
  - Лавлі Перлінг — колишня Генеральний прокурор Естонської Республіки.[4][33][35]

### Процедура призначення членів Етичної ради
Члени Етичної ради призначаються відповідно до наступної процедури:
1. Для першого складу (процедура відбулася):
  - протягом п’яти днів з дня набрання чинності змін до закону про Вищу раду правосуддя (5 серпня 2021 року): Міністерство закордонних справ України надсилає Голові ВРП перелік міжнародних та іноземних організацій, які відповідно до міжнародних або міждержавних угод протягом останніх п’яти років надають Україні міжнародну технічну допомогу у сфері судової реформи та/або запобігання і протидії корупції;
  - не пізніше наступного робочого дня: Голова ВРП звертається до усіх суб’єктів формування Етичної ради щодо подання до її складу кандидатур на посаду члена Етичної ради;
  - протягом тридцяти днів: суб’єкти формування Етичної ради подають Голові ВРП списки кандидатів до складу Етичної ради, причому
    - якщо міжнародні та іноземні організації не запропонували кандидатів або запропонували недостатню кількість кандидатів, то
      - протягом п’ятнадцяти днів з дня отримання відповідного повідомлення Голови ВРП: кандидатів пропонують Рада прокурорів України, Рада адвокатів України, Національна академія правових наук України в особі Президії;

  - списки кандидатів оприлюднюються на вебсайті ВРП та вебпорталі судової влади України;
  - не пізніше п’яти днів після закінчення строку, відведеного для внесення списків рекомендованих кандидатів від усіх суб’єктів формування Етичної ради: Голова ВРП призначає членів першого складу Етичної ради, причому
    - якщо Голова ВРП цього не зробить у визначений строк: троє перших кандидатів із списку Ради суддів України і списку міжнародних та іноземних організацій вважаються призначеними. (Це сталося 9 листопада 2021 року.)
2. Для наступного складу:
  - протягом п’яти днів з дня припинення повноважень першого складу Етичної ради (через 6 років після його призначення): Голова ВРП звертається до суб’єктів формування Етичної ради щодо надання кандидатур до її складу;
  - протягом тридцяти днів: суб’єкти формування Етичної ради подають Голові ВРП списки кандидатів до складу Етичної ради;
  - на наступний робочий день із дня надходження списків: вони оприлюднюються на вебсайті ВРП та вебпорталі судової влади України;
  - не пізніше п’яти днів після закінчення строку на подання списків рекомендованих кандидатів від усіх суб’єктів формування Етичної ради: Голова ВРП призначає членів Етичної ради, причому:
    - якщо Голова ВРП цього не зробить у визначений строк: троє перших у списку кандидатів, поданому Радою суддів України, перший кандидат, запропонований Радою прокурорів України, перший кандидат, запропонований Радою адвокатів України, та перший кандидат, запропонований Національною академією правових наук України в особі Президії, вважаються призначеними.
3. У випадку дострокового припинення повноважень члена Етичної ради:
  - не пізніше наступного робочого дня: Голова ВРП звертається до суб’єкта формування, за ініціативою якого призначено такого члена Етичної ради, щодо надання кандидатури до її складу.

## Результати роботи
Станом на 9 листопада 2022 року Етична рада встигла оцінити 4 членів ВРП у рамках одноразової перевірки та 83 кандидати, зокрема 14 кандидатів за квотою від Верховної Ради України, 9 кандидатів за квотою від з’їзду представників юридичних вищих навчальних закладів та наукових установ, а також 60 кандидатів від з'їзду суддів України. Як результат, 27 кандидатів на посаду члена ВРП були визнані такими, що відповідають критеріям професійної етики та доброчесності, а 33 – такими, що не відповідають. Ще 23 кандидати написали заяви про припинення участі у конкурсі, з них 17 після проведення співбесіли, а інші 6 – до проведення таких співбесід.
Нині триває конкурс на вакантні посади членів ВРП за квотою конференції прокурорів та Президента України, в яких беруть участь по 14 кандидатів.
24 жовтня 2022 року Венеціанська комісія і Генеральний директорат Ради Європи з прав людини та верховенства права (DGI) позитивно оцінили діяльність Етичної ради та закон про реформу Вищої ради правосуддя. У висновку, зокрема, згадується, що втрата кворуму в ВРП була викликана не рішеннями Етичної ради, а «масовою відставкою» членів ВРП ще до перевірки Етичної ради.
9 листопада 2022 року посли країн Великої сімки привітали успіхи Етичної ради в просуванні верховенства права в Україні.
23 березня 2023 року Велика Палата Верховного Суду ухвалила рішення, згідно з яким висновок Етичної ради щодо невідповідності кандидата на посаду члена ВРП критеріям професійної етики та доброчесності не підлягає судовому оскарженню.